# Parapoynx maculalis
Parapoynx maculalis là một loài bướm đêm trong họ Crambidae.